# Christophe Bois
Pour les articles homonymes, voir Bois (patronyme).
Christophe Bois est premier prix du Conservatoire de Paris et titulaire du Certificat d'aptitude de professeur de saxophone.

## Parcours musical
Christophe Bois commence ses études musicales en 1974. De 1981 à 1985, il est élève à l'ENM du Mans dans la classe de J. Maffeï. En 1985, il obtient la médaille d'or du CNR de Poitiers et il obtient aussi son diplôme d'État de professeur de saxophone.
En 1986, il est premier prix de saxophone au CNR de Boulogne-Billancourt, dans la classe de Claude Delangle. Il est admis au CNSMD de Paris en 1988 toujours dans la classe de Claude Delangle. En 1989, il obtient son CA de professeur de saxophone et un premier prix au CNSMD de Paris en 1991. 
Depuis 1988, il est le professeur titulaire à l'ENM de Bourges et responsable de l'orchestre à vent.
Il sera l'organisateur du stage national de saxophone de Bourges de 1989 à 2010.
Il dirigera l'Harmonie de Bourges de 1996 à 2011.
Il est membre du quatuor de saxophones Diastema.
Il est actuellement professeur - assistant avec Claude Delangle de la classe de saxophone du Conservatoire national supérieur de musique et de danse de Paris et avec Gilles Tressos au Centre d'Etudes Supérieures Musique et Danse de Poitou-Charentes à Poitiers.